# Caner Cindoruk
Caner Cindoruk (Adana, 17 aprile 1980) è un attore turco.

## Biografia
Nato nel 1980 ad Adana (Turchia), Caner Cindoruk è il figlio di Müşerref, di origine Yörük, e Zafer Doruk, scrittore di origine curda. Ha due fratelli, Münir Can e Taner, ed è il nipote dell'attore teatrale Erdal Cindoruk. Ha trascorso l'infanzia dietro le quinte dei teatri e durante gli anni dell'università ha preso parte a diverse opere teatrali. Dopo aver conseguito il diploma, ha deciso di iscriversi presso il dipartimento di economia aziendale dell'Università di Çukurova, dove al termine degli studi ha conseguito la laurea. Nel 1997 è apparso nel suo primo spettacolo teatrale professionale con il gruppo teatrale del comune di Seyhan, in provincia di Adana, dove ha lavorato per dieci anni.
Nel 2006 si è trasferito a Istanbul con quattro amici d'infanzia, dove ha intrapreso la sua carriera cinematografica con il film Beynelmilel. Nel 2007 ha iniziato a comparire in serie televisive, tra cui Kara Güneş e, nel 2008, ha recitato nelle serie Geç Gelen Bahar. Nel 2008 e nel 2009 ha ricoperto il ruolo del dottor Nazmi nella serie Yaprak Dökümü. Dal 2009 al 2011 ha dato vita al personaggio di Kemal nella serie Hanımın Çiftliği. Nel 2012 ha recitato nel film Gergedan Mevsimi diretto da Bahman Ghobadi. Dal 2013 al 2015 ha interpretato il ruolo principale di Civan Alacan nella serie Aramızda Kalsın.
Nel 2016 ha ricoperto il ruolo principale di Fırat nella serie İstanbul Sokakları, accanto all'attrice Gizem Karaca. Nel 2016 e nel 2017 ha ottenuto il ruolo di Silahtar Mustafa Paşa nella serie d'epoca Il secolo magnifico: Kösem (Muhteşem Yüzyıl Kösem). Dal 2017 al 2020 ha fatto parte del cast della serie La forza di una donna (Kadın), nel ruolo di Sarp Çeşmeli / Alp Karahan, seguito nel 2020 dal ruolo di Ertan Demirkan nella serie Zemheri. Dal 2020 al 2022 ha interpretato il ruolo di Volkan Arslan nella serie Sadakatsiz. Nel 2023 ha preso parte al cast della serie Maviye Sürgün, nel ruolo di Ali Tarhun.

## Filmografia

### Cinema
- Beynelmilel, regia di Sırrı Süreyya Önder e Muharrem Gülmez (2006)
- Kelebek, regia di Günay Günaydın e Cihan Taşkın (2008)
- Elveda Katya, regia di Ahmet Sönmez (2012)
- Gergedan Mevsimi, regia di Bahman Ghobadi (2012)
- Yabancı, regia di Filiz Alpgezmen (2012)
- Çalsın Sazlar, regia di Nesli Çölgeçen (2014)
- Kor, regia di Zeki Demirkubuz (2016)
- Dar Elbise, regia di Hüner Salim (2016)
- Ekşi Elmalar, regia di Yılmaz Erdoğan (2016)
- İçerdekiler, regia di Hüseyin Karabey (2018)
- Hayat, regia di Zeki Demirkubuz (2023)

### Televisione
- Kara Güneş – serie TV (ATV, 2007)
- Geç Gelen Bahar – serie TV, 3 episodi (ATV, 2008)
- Yaprak Dökümü – serie TV, 22 episodi (Kanal D, 2008-2009)
- Hanımın Çiftliği – serie TV, 70 episodi (Kanal D, 2009-2011)
- Firar – serie TV, 35 episodi (Star TV, 2011-2012)
- Ateş Altında Aşk – serie TV (2013)
- Aramızda Kalsın – serie TV, 52 episodi (Star TV, 2013-2015)
- İstanbul Sokakları – serie TV, 9 episodi (Show TV, 2016)
- Il secolo magnifico: Kösem (Muhteşem Yüzyıl Kösem) – serie TV, 22 episodi (Fox, 2016-2017)
- La forza di una donna (Kadın) – serie TV, 69 episodi (Fox, 2017-2020)
- Zemheri – serie TV, 10 episodi (Show TV, 2020)
- Sadakatsiz – serie TV, 60 episodi (Kanal D, 2020-2022)
- Maviye Sürgün – serie TV, 26 episodi (Show TV, YouTube, 2023)
- Yan Oda – serie TV, 4 episodi (Star TV, 2024)
- Düğüm – serie TV, 8 episodi (Prime Video, 2024)
- Modern Doğu Masalları – serie TV (tabii, 2025)

## Teatro

### Attore
- Fehim Paşa Konağı (1998)
- Kuğular Şarkı Söylemez (1999)
- Ada (2000)
- Yalancı Aranıyor (2001)
- Soyut Padişah (2002)
- Kaktüs Kumpanya (2002)
- Yeşil Papağan Limited (2004)
- Suçlular Çağı Suçsuzlar Çağı (2005)
- Komşu Köyün Delisi (2006)
- Hayvan Çiftliği (2006)
- Uçurtmanın Kuyruğu (2010)
- Titanik Orkestrası (2011)
- Pandaların Hikâyesi (2012)
- Köpek, Kadın, Erkek (2016)
- İstanbulname – musical (2016)
- Yeni Bir Şarkı (2019)
- Eve Dönüşler (2022)

### Regista
- Kuğular Şarkı Söylemez (1999)
- Ada (2000)
- Suçlular Çağı Suçsuzlar Çağı (2005)
- Hayvan Çiftliği (2006)

## Doppiatori italiani
Nelle versioni in italiano dei suoi film e delle sue serie TV, Caner Cindoruk è stato doppiato da:
- Andrea Checchi[22] ne La forza di una donna[23]

## Riconoscimenti
- Ayakli Gazete TV Stars Awards
  - 2010: Vincitore come Miglior attore in una serie televisiva d'epoca per Hanımın Çiftliği
  - 2014: Vincitore come Miglior attore non protagonista in una serie televisiva per Aramızda Kalsın
  - 2020: Candidato come Miglior attore in una serie televisiva per Sadakatsiz
- International Izmir Film Festival
  - 2020: Candidato come Miglior attore non protagonista in una serie televisiva per Zemheri
- Pantene Golden Butterfly Awards
  - 2021: Candidato come Miglior attore per la serie Sadakatsiz
- PRODU Awards
  - 2021: Candidato come Miglior attore in una serie straniera per Sadakatsiz
  - 2022: Candidato come Miglior attore in una serie straniera per Sadakatsiz
- Sadri Alisik Theatre and Cinema Awards
  - 2017: Vincitore come Miglior interpretazione di un attore in un film drammatico per Kor
- Turkish Film Critics Association (SIYAD) Awards
  - 2019: Candidato come Miglior attore per il film İçerdekiler